# Thymus zygioides
Thymus zygioides ist eine Pflanzenart aus der Gattung der Thymiane (Thymus) in der Familie der Lippenblütler.

## Beschreibung
Thymus zygioides ist ein kleiner Strauch, dessen blütentragende Stängel 2 bis 6 (selten bis 8) cm lang werden und in Reihen aus langen, kriechenden, verholzenden Stängeln wachsen. Büschel aus Laubblättern stehen entfernt voneinander in den Achseln der kriechenden Stängel. Die Laubblätter sind 5 bis 10 (selten bis 15) mm lang und etwa 1 mm breit. Sie sind spatelförmig, stumpf, ganzrandig und bis etwa zur Mitte bewimpert, ansonsten aber unbehaart. Die Aderung ist nur undeutlich zu erkennen.
Die Blütenstände sind meist dichte Köpfchen. Die Tragblätter sind kürzer und breiter als die Laubblätter, eiförmig bis elliptisch geformt und oftmals auf der Oberseite behaart. Der Kelch ist 3,5 bis 4,5 mm lang, die oberen Zähne sind 0,3 bis 0,7 cm lang, etwa so lang oder länger als breit und bewimpert. Die Krone ist pink.
Die Chromosomenzahl beträgt 2n = 56, 60, 60+2B oder 90.

## Vorkommen und Standorte
Die Art kommt im östlichen Teil der Balkanhalbinsel vor, reicht aber bis in den Südosten Rumäniens und umfasst die östliche Ägäis und die Türkei.